# Cserkizovszkaja metróállomás
A Cserkizovszkaja (oroszul: Черки́зовская) egy állomás a moszkvai metróban  a Preobrazsenszkoje kerületben, a Keleti Okrugban, a Szokolnyicseszkaja vonalon. A két szomszédja a Bulvar Rokosszovszkovo és a Preobrazsenszkaja ploscsagy.

## Díszítése
A Cserkizovszkaját 1990-ben nyitották meg, az állomás díszítése V. Cheremin és A. Vigdorov mérnökök munkája. Nevét Cserkizovo faluról kapta, ami napjainkban Moszkva része. Egycsarnokos, boltíves plafonnal és oszlopok nélküli. Az alagutak külső falai fémlapokkal vannak díszítve, és az állomás két oldalán, a lépcsőkhöz vezető út fölött pedig ólomüveg panelek vannak.

## Fordítás
- Ez a szócikk részben vagy egészben  a   Cherkizovskaya című angol Wikipédia-szócikk fordításán alapul.  Az eredeti cikk szerkesztőit annak laptörténete sorolja fel. Ez a jelzés csupán a megfogalmazás eredetét és a szerzői jogokat jelzi, nem szolgál a cikkben szereplő információk forrásmegjelöléseként.